# Bún chả cá

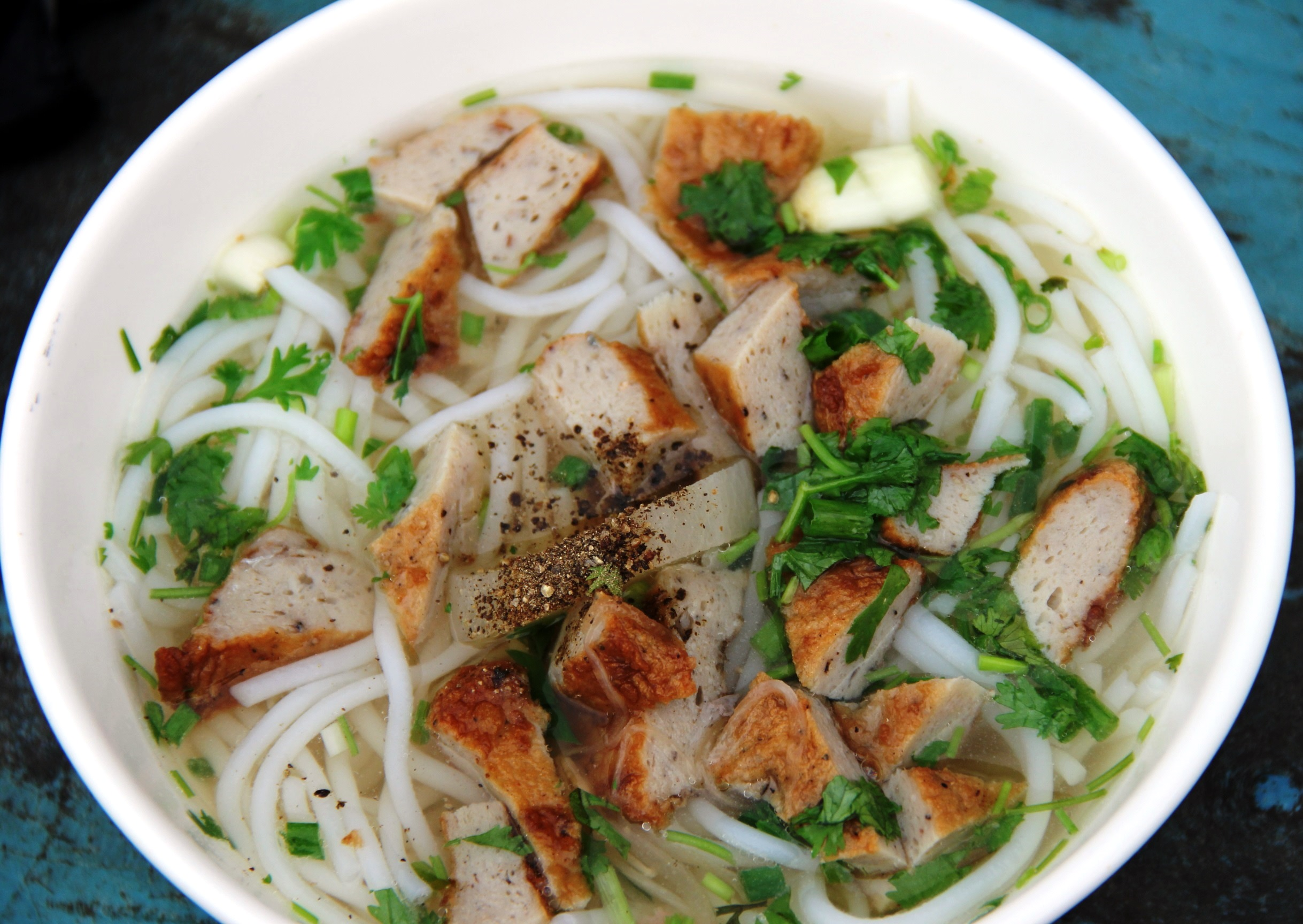
Một tô bún chả cá

Bún chả cá là một món ăn đặc trưng của khu vực MIền Trung Việt Nam. Cá sau khi được chế biến thành chả, cùng với bún và các nguyên phụ liệu khác là những thành phần của một tô bún chả cá.

## Xuất xứ
Lý do chính để bún chả cá phổ biến tại Trung Bộ hơn là các miền khác là do hầu như miền này có đủ các loại cá ngon dùng để chế biến thành chả cá như là: cá thu, cá thác lác, cá mối, cá chuồn, cá nhồng. Bún chả cá thường được tìm thấy tại các tỉnh nằm ven biển, vì các vùng này là nơi có sản lượng đánh bắt cá cao.

## Dinh dưỡng
Bún chả cá được chế biến theo nhiều cách, cầu kỳ thì có thể dùng cá thu. bình dân thì các loại cá tạp khi ăn phối hợp thêm rau sống tạo nên một món ăn khá cân bằng về dinh dưỡng. Bún chả cá cung cấp một khối lượng dinh dưỡng đáng kể: mỗi tô khoảng 400-500 kcalo, chất đạm, amino acid. Thêm vào đó, nó chứa ít cholesterol và giàu Vitamin A và Vitamin D. Thế nhưng vẫn có lo ngại về nguy cơ gây hại cho sức khỏe ở Bún chả cá khi ở khâu làm chả, những nhà sản xuất thường hay tận dụng dầu để chiên làm sản sinh các chất có hại cho sức khỏe, và khâu bảo quản, cá dễ bị ôi thiu nếu không được bảo quản đúng cách.

## Biến tấu
- Bún cá Nha Trang
- Bún chả cá Đà Nẵng
- Bún chả cá Bình Định